# Thure Palm
Thure Palm, född den 30 januari 1894 i Sövde, Skåne län, död den 2 maj 1987 i Malmö, var en svensk jägmästare, entomolog och framstående kännare av Nordens skalbaggsfauna.

## Biografi
Palm var son till en godsförvaltare och tog studentexamen i Ystad 1912. Han tog sedan examen vid Skogshögskolan 1918 och anställdes som extra jägmästare vid Domänverket 1918. Han blev extra skogsingenjör i Nysätra norra skogsvårdsområde 1918, assistent vid Skogshögskolan 1919, underlärare vid Ombergs skogsskola och assistent i skolreviret 1919, assistent i Grönsinka revir 1935, biträdande jägmästare där 1942, föreståndare för Bispgårdens skogsskola och jägmästare i Bispgårdens skolrevir 1944, jägmästare i Vimmerby revir 1951, t.f. försöksledare vid Domänstyrelsen 1951, jägmästare i Idre revir 1954–1957 (tjänstledig) och t.f. jägmästare vid Domänstyrelsens skogsvårdsavdelning 1954–1957.
År 1952 blev Palm ledamot av Entomologiska föreningen i Stockholm. Han gjorde sig känd som en av Sveriges främsta skalbaggsforskare. Hans rika produktion på över 250 utgivna arbeten, de talrika recensionerna oräknade, omfattar inte endast monografier över svårbestämbara släkten och arter samt lokal- och artuppgifter över nya fynd utan även större bearbetningar ur biologisk och ekologisk synpunkt av material från skilda områden, främst sådana som han kom i kontakt med under sitt arbete inom skogsnäringen. Bearbetningen av hans insamlade material har lett till upptäckten av över 200 för landet nya arter. Minst lika viktigt är de iakttagelser som han gjorde beträffande olika arters levnadssätt.
Genom undersökningarna vid Dalälven och i Jämtland kom Palms intresse alltmer att inriktas på trädskalbaggarnas biologi och ekologi. Dessa studier förekom även inom andra områden med rester av orörd skog, från Skäralid, Halltorp och Hornsö-Strömsrum i söder till Abisko längst i norr. Vid sidan av sina forskningar över skalbaggarnas biologi och ekologi bedrev han intensivt taxonomiska undersökningar. I sju häften av Svensk insektfauna publicerade han 1948—72 sina rön beträffande de nordiska kortvingarna.
Förutom studier av den svenska skalbaggsfaunan samlade Palm även insekter utomlands. Förutom kortare besök i Estland 1938 och Kalabrien 1939 gjorde han resor för kompletterande vedstudier till Österrike, Jugoslavien, Spanien och Grekland 1955-58. I mitten av 1960-talet började han också studera skalbaggsfaunan på Kanarieöarna och Madeira.
År 1953 utnämndes Palm till filosofie hedersdoktor vid Lunds universitet.